# 聚乙烯
聚乙烯（polyethylene，縮寫：PE）是日常生活中最常用的塑膠之一，大量用于制造塑料袋、薄膜、桶等产品，亦是現時地球上塑膠廢物的最主要类型。

## 分子結構
單體為乙烯（化學式C2H4），乙烯亦可視為一對相互連接的亞甲基（化學式CH2）。聚合反應產生之聚乙烯分子式為(C2H4)nH2。

## 性质

### 物理性质
聚乙烯在薄膜状态下可以被认为是透明的，但是在块状存在的时候由于其内部存在大量的晶体，会发生强烈的光散射而不透明。聚乙烯结晶的程度受到其枝链的个数的影响，支链越多，越难以结晶。聚乙烯的晶体融化温度也受到支链个数的影响，分布于从90摄氏度到130摄氏度的范围，支链越多融化温度越低。聚乙烯单晶通常可以透过把高密度聚乙烯溶解在攝氏130度以上的二甲苯中制备。

## 分类
聚乙烯按其密度和分支分类。 其机械性能显着取决于变量，如分支的程度和类型，晶体结构和分子量。 有几种类型的聚乙烯：
- 超高分子量聚乙烯（UHMWPE, Ultra High Molecular Weight Polyethylene）
- 超低分子量聚乙烯（ULMWPE, Ultra Low Molecular Weight Polyethylene 或PE-WAX, Polyethylene wax）
- 高分子量聚乙烯（HMWPE, High Molecular Weight Polyethylene）
- 高密度聚乙烯（HDPE, High Density Polyethylene）又称低压聚乙烯，因为在低压下生产，含有较多长鏈，因此密度高。主要用于制造各种注塑、吹塑和挤出成型制品。
- 中密度聚乙烯（MDPE, Medium Density Polyethylene）
- 低密度聚乙烯（LDPE, Low Density Polyethylene)用高压法（147.17—196.2MPa）生产，支链较多，强度低，多用来生产薄膜制品。
- 线性低密度聚乙烯（LLDPE, Linear Low Density Polyethylene）
- 极低密度聚乙烯（VLDPE, Very Low Density Polyethylene）
- 氯化聚乙烯（英语：Chlorinated polyethylene）（CPE, Chlorinated Polyethylene）

### 高密度聚乙烯
高密度聚乙烯通常使用齐格勒-纳塔催化剂聚合法制造，其特点是分子链上没有支链，因此分子链排布规整，具有较高的密度。该过程在管式或釜式低壓反應器中以乙烯为原料，用氧或有機過氧化物為引發劑引發聚合反应。
高密度聚乙烯屬「熱塑性塑膠」（Thermoplastic），加熱達到熔點，即可將廢料回收再利用，所以並非所有「塑膠」皆不環保。
高密度聚乙烯的高度结晶，因此外观上也就呈现出不透明的状态（高分子材料不同于钻石，结晶度高往往会降低透明度），并且硬度也更高，甚至有点脆生生的感觉。正是因为強度較高而且不透光，奶制品常常偏好此种塑料。这种塑料耐水耐油性都非常出色，因此适应性很广。一般摄氏100度以上才会容易变形。这种塑料还特别耐酸耐碱耐腐蚀，所以工业中也是应用极为普遍。

高密度聚乙烯的塑膠分類標誌

塑膠分類標誌中，高密度聚乙烯（HDPE）代碼是2。

### 低密度聚乙烯

低密度聚乙烯

低密度聚乙烯通常使用高压下的自由基聚合生成，由于在反应过程中的链转移反应，在分子链上生出许多支链。这些支链妨碍了分子链的整齐排布，因此密度较低。其结构如下图所示。非常软且含有些微黏性，同时由于结晶度很低，LDPE的透明度比较高，所以我们日常生活中主要在保鲜膜、塑料袋等方面。耐油性及水性皆較低。

低密度聚乙烯的塑膠分類標誌

塑膠分類標誌中，低密度聚乙烯（LDPE）代碼是4。

### 线性低密度聚乙烯
线性低密度聚乙烯是通过在聚乙烯的主链上共聚一些具有短支链的共聚物生成的。

## 历史
1898年，聚乙烯最早由德国化学家Hans von Pechmann在一次试验事故中合成的。1933年，英国帝国化学公司的Eric Fawcett和Reginald Gibson在另外一次试验事故中使用乙烯在高压状态下合成了聚乙烯。
1935年，ICI Chemicals公司的Michael Perrin发明了可控高压聚乙烯合成方法。1939年，低密度聚乙烯开始使用高压法工業化生产。1951年，Philips Petroleum公司的化学家Robert Banks和John Hogan发明了使用三氧化铬作为催化剂的合成方法。
1953年，德国化学家卡尔·齐格勒发明了使用卤化钛作为催化剂的合成方法，这种催化剂称为齐格勒-纳塔催化剂。1976年，德国化学家Walter Kaminsky和Hansjörg Sinn发明了茂金属催化剂。

## 生产与应用
聚乙烯产品通常掺加大量各种添加剂以抗氧化等环境因素破坏。聚乙烯还可以和一些人造橡胶产品混合在一起增加抗冲击能力。

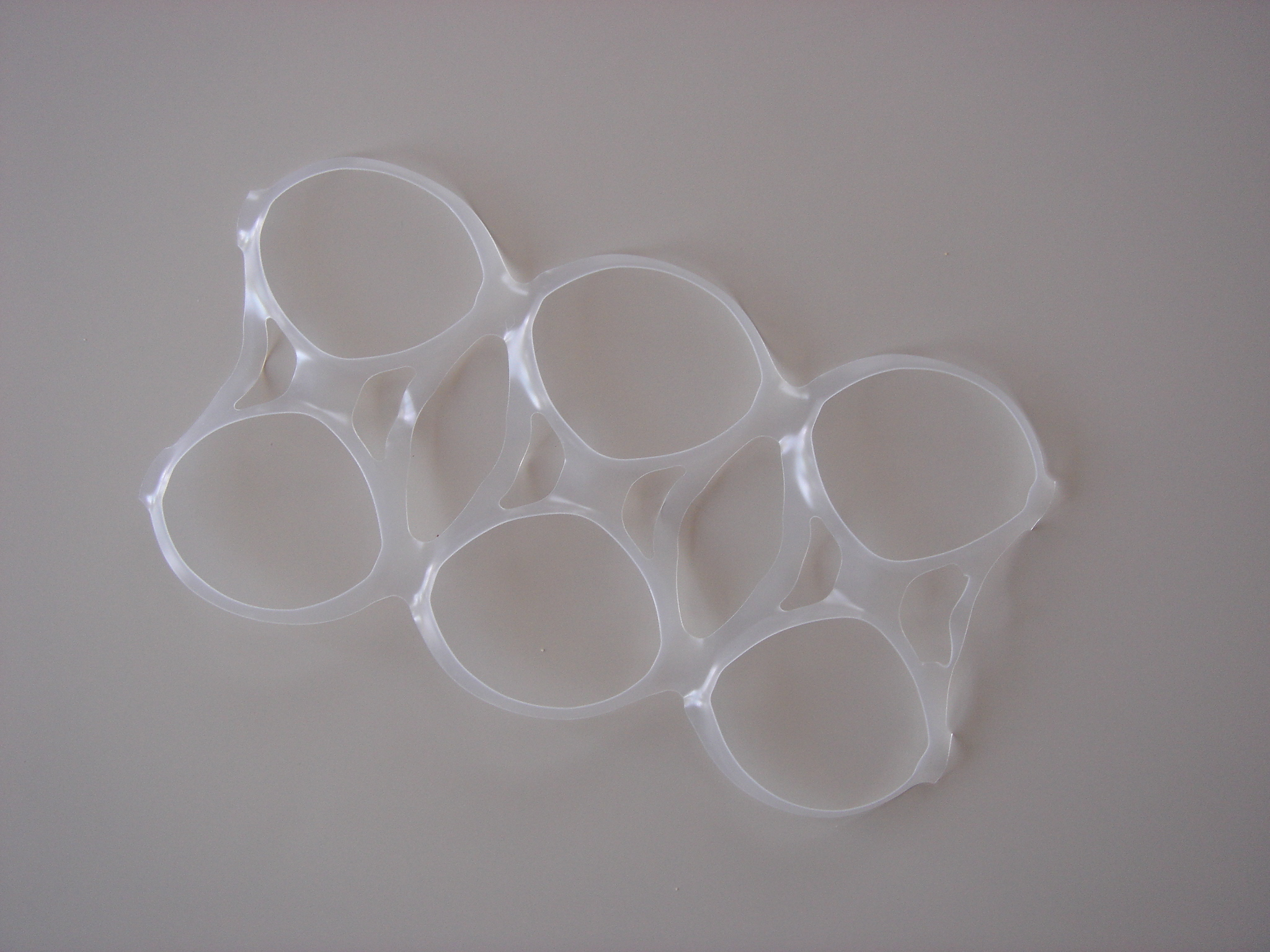
PE膠製品
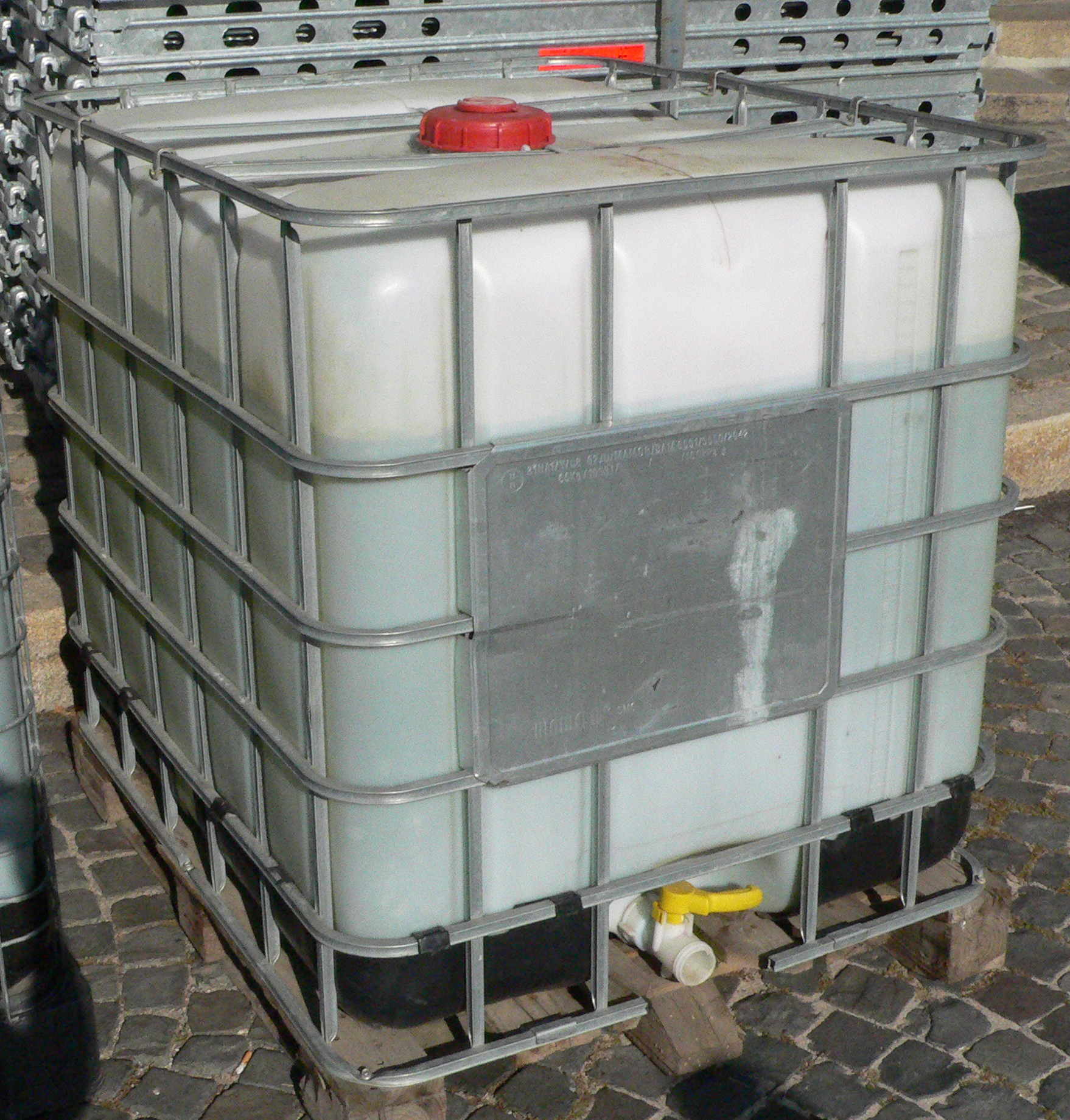
聚乙烯水箱
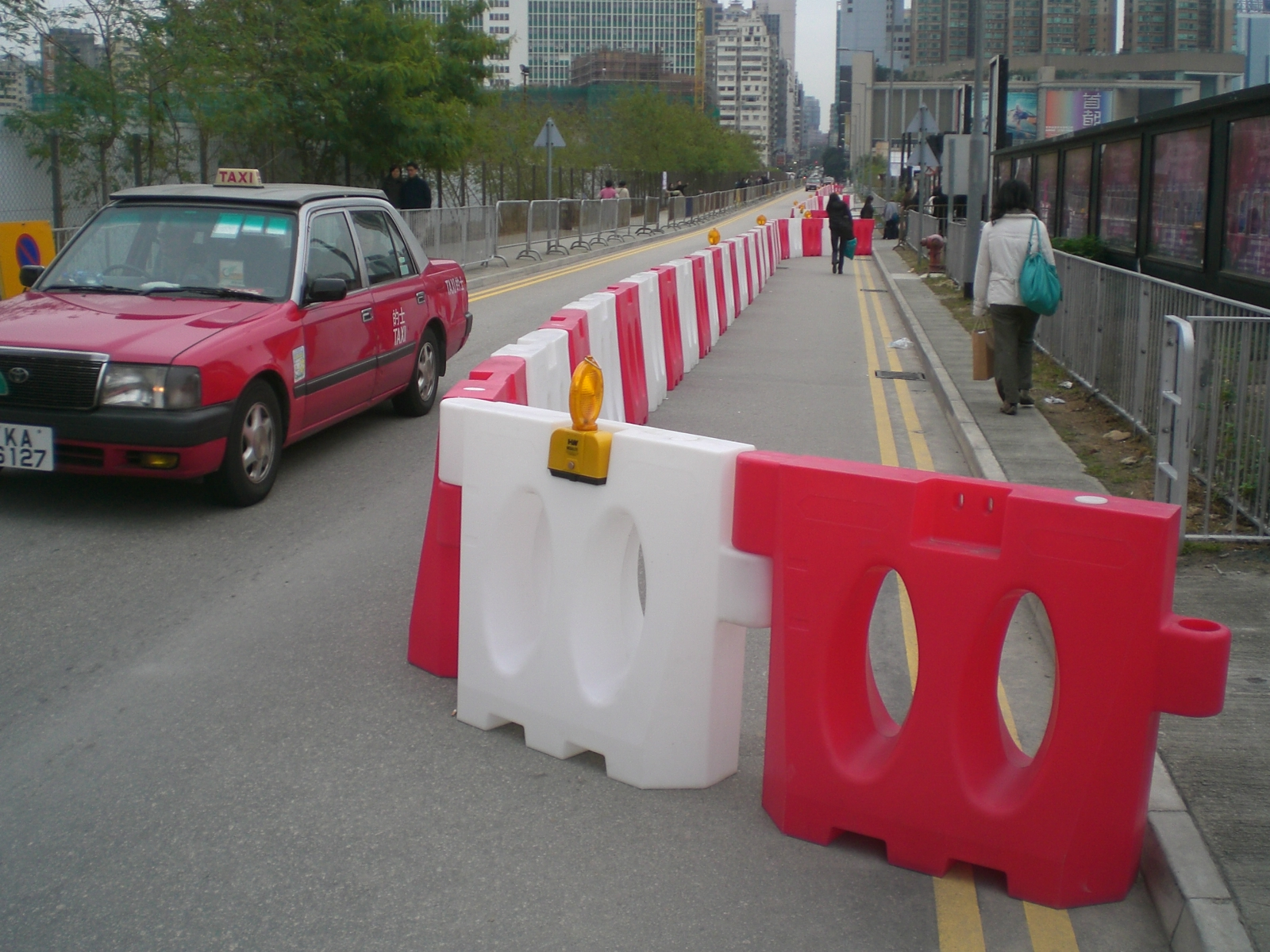
PE製品水馬
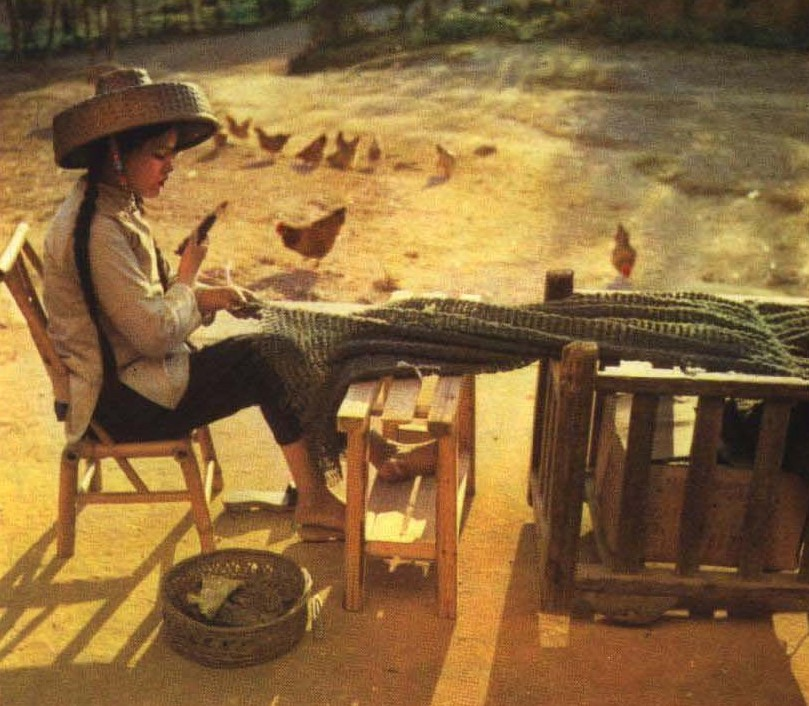
1963年的聚乙烯胶丝织网

## 外部連結
- 《大英百科全书》中的条目：Polyethylene (chemical compound)（英文）
- Polythene's story: The accidental birth of plastic bags （页面存档备份，存于）
- Polythene Technical Properties & Applications （页面存档备份，存于）
- Article describing the discovery of Sphingomonas as a biodegrader of plastic bags （页面存档备份，存于） Kawawada, Karen, Waterloo Region Record (22 May 2008).